# Marijana Mikulić
Marijana Mikulić (Mostar, 6. prosinca 1981.) je hrvatska kazališna, televizijska i filmska glumica iz Bosne i Hercegovine, koja živi i radi u Zagrebu. 

## Životopis
Diplomirala je glumu 2008. godine na Akademiji dramske umjetnosti u Zagrebu.
Marijana je udana za Josipa Mikulića, izvanrednog profesora na Ekonomskom fakultetu u Zagrebu. Par je 16. siječnja 2009. dobio sina Ivana., a 18. studenog 2013. sina Andriju.

## Filmografija

### Filmske uloge
- "General", Antun Vrdoljak, uloga: Dunja Zloić (2019.)
- "Mrtve ribe", Kristijan Milić, uloga: Ranka (2017.)
- "Ne gledaj mi u pijat", Hana Jušić, uloga: Katarina (2016.)
- "Visoka modna napetost", Filip Šovagović, uloga: Ina (2013.)
- "Transmania", segment "Fuga y Misterio", Sara Hribar, uloga: medicinska sestra (2013.)

### Televizijske uloge
- "Gora" kao Marinova mama (2023.)
- "Kumovi" kao Vera Leško, inspektorica USKOK-a (2023.)
- "Metropolitanci" kao veterinarka (2022.)
- "Blago nama" kao časna sestra Karolina (2021.)
- "Nestali" kao Ane (2021.)
- "General" kao Dunja Zloić (2019.)
- "Čista ljubav" kao policajka (2018.)
- "Prava žena" kao Danijela Erceg (2016. – 2017.)
- "Glas naroda" kao Tereza (2014. – 2015.)
- "Lud,zbunjen,normalan" kao Sonja (2015.)
- "Kud puklo da puklo" kao Renata Kolarić (2014. – 2015.)
- "Stipe u gostima" kao Stanka (2012. – 2014.)
- "Počivali u miru" kao Ružica Rukavina (2012.)
- "Zakon ljubavi" kao Zrinka Kramarić (2008.)
- "Ponos Ratkajevih" kao Izabela "Bela" pl. Ratkaj (2007. – 2008.)
- "Ja Che Guevara" kao Gina (2007.)
- "Obični ljudi" kao Iva Dragan (2006. – 2007.)

### Kazališne uloge
- Postolar i vrag, Sasa Broz, uloga: Latica, postolarova kci, Kazalište Trešnja (2015.)
- Anđeli imaju krila, zar ne?, Ladislav Vindakijević, uloga: Anđelica, Kazalište Trešnja (2014.)
- Pepeljuga, Jakov Sedlar, uloga: Zločesta sestra Lora, Kazalište Trešnja (2014.)
- Cvrčak i mrav, Nina Kleflin po Ezopovoj basni, uloga: Mravica Agata, Kazalište Trešnja (2013.)
- Lijepa Naša, Miran Kurspahić i Rona Žulj, uloga: Lijepa Naša, Teatar &td Zagreb (2011.)
- Crvene ruže, Aldo de Benedeti, uloga: Marina Verani, Epilog teatar (2010.)
- Drama o Mirjani i o ovima oko nje, Ivor Martinić, uloga: Fani, HNK Zagreb (2010.)
- Dvije autorice Tene Štivičić, uloga: Anja, HNK Mostar (2005.)

### Sinkronizacija
- "Izvrnuto Obrnuto 2" (2024.)
- "DJ Pepeljuga" kao Patrícia Rocha (2020.)
- "Spasioci iz Malibua" kao Diane i Lizzina majka (2020.)
- "Pingvini s Madagaskara" kao Bonnie Chang
- "iCarly" kao Marilyn Ramer, gđica. Ackerman i Jodi Flooger
- "Winx Club 3D: Čarobna avantura" kao Tecna (2010.)
- "Strikeball utakmica na Uskršnjem otoku" (2008.)
- "Sezona lova 2" (2008.)
- "Stravičan u Ludi Svijet" (2008.)
- "Lovci na zmajeve" (2008.)
- "Osmjehni se i kreni! i čađa s dva Plamenika" (2007.)
- "Shrek Treći" (2007.)
- "Divlji valovi" (2007.)
- "Obitelj Robinson" (2007.)
- "Shrek" (2006.)
- "Pusti vodu da miševi odu" (2006.)
- "Tko je smjestio Crvenkapici" (2006.)
- "Ružno pače i ja" (2006.)
- "Ples malog pingvina" (2006.)
- "Garfield 2: Priča o dvije mačke" kao Eenie i asistentica veterinara (2006.)
- "Madagaskar" (2005.)
- "Izbavitelji" (2004.)
- "Josip: Kralj snova" (2000.)

## Ostalo
- 7. mjesto na Globusovoj listi 100 najljepših hrvatica (2008.)
- Nominacija za Večernjakov pečat u BiH, u kategoriji "Zvijezda godine" (2007.)

## Vanjske poveznice
- Marijana Mikulić u internetskoj bazi filmova IMDb-u (engl.)